# I-180 (sous-marin)
Pour les articles homonymes, voir I80 et I180.
L'I-180  (イ-180) est un sous-marin de classe Kaidai (海大型潜水艦, Kaidai-gata sensuikan) de la sous-classe Kaidai VII (海大7型（伊七十六型/伊百七十六型, Kaidai-nana-gata, classe I-76/I-176) en service dans la marine impériale japonaise durant la Seconde Guerre mondiale.

## Contexte
Après la Première Guerre mondiale, la marine impériale japonaise a réévalué l'utilisation de la guerre sous-marine comme élément de stratégie de flotte en raison du déploiement réussi de croiseurs-sous-marins à long rayon d'action pour les raids commerciaux des principales marines de combat. Les stratèges japonais en sont venus à réaliser les possibilités d'utilisation de l'arme pour la reconnaissance à longue portée, et dans une guerre d'usure contre une flotte ennemie qui s'approchait du Japon. Deux grands sous-marins japonais à longue portée avaient déjà été construits dans le cadre du programme de la flotte des Huit-six en tant que prototypes (I-51 et I-52), mais l'arrivée le 20 juin 1919 de sept U-boote allemands reçus par le Japon en réparation de guerre à la fin de la Première Guerre mondiale a conduit à une refonte complète. Les Japonais ont rapidement embauché des centaines d'ingénieurs et de techniciens de sous-marins allemands et d'anciens officiers de sous-marins allemands au chômage à la suite de la défaite de l'Allemagne pendant la Première Guerre mondiale, et les ont fait venir au Japon dans le cadre de contrats de cinq ans. L'ONI (Office of Naval Intelligence) américain a estimé que quelque 800 conseillers allemands s'étaient rendus au Japon à la fin de 1920. Les Japonais ont également envoyé des délégations en Allemagne, et 
ont participé activement à l'achat de nombreux brevets.

## Description
Les sous-marins de la sous-classe KD7 étaient des sous-marins d'attaque à moyenne portée développés à partir de la sous-classe KD6 précédente. La dernière version de la classe Kaidai a été élaborée en 1939. La construction s'étalant entre 1942 et 1943, la décision avait été prise à la suite du quatrième plan de réarmement japonais. Les tubes lance-torpilles arrières ont été supprimés pour en placer six à l'avant. L'endurance de ces navires a été portée à 75 jours.
Ils ont un déplacement de 1 656 t en surface et 2 644 t en immersion. Les sous-marins mesuraient 105 mètres de long, avaient une largeur de 8,25 mètres et un tirant d'eau de 4,58 mètres. Les sous-marins permettaient une profondeur de plongée de 80 m et avaient un effectif de 86 officiers et membres d'équipage.
Kampon a été retenu comme fabricant des moteurs diesel Mk.1B Model 8, dont les performances étaient supérieures de 30% à celles des moteurs des premières sous-classes. Pour la navigation de surface, les sous-marins étaient propulsés par deux moteurs diesel de 4 000 cv (2 950 kW), chacun entraînant un arbre d'hélice. En immersion, chaque hélice était entraînée par un moteur électrique de 900 chevaux-vapeur (671 kW). Ils pouvaient atteindre 23,1 nœuds (42,8 km/h) en surface et 8 nœuds (14,8 km/h) sous l'eau. En surface, les KD7 avaient une autonomie de 8 000 milles nautiques (15 000 km) à 16 noeuds (30 km/h); en immersion, ils avaient une autonomie de 50 milles nautiques (193 km) à 5 noeuds (9,3 km/h).
Les sous-marins étaient armés de 6 tubes lance-torpilles internes de 53,3 cm, tous à l'avant. Ils transportaient une recharge pour chaque tube, soit un total de 12 torpilles Type 95. Ils étaient également armés d'un canon de pont de 120 mm (L/40) Type 11e année pour le combat en surface et de 2 canons anti-aérien de 25 mm Type 96.

## Construction
Commandé en 1939 dans le cadre du 4e programme complémentaire d'armement naval et construit par l'Arsenal naval de Yokosuka au Japon, le I-180 a été mis sur cale le 17 avril 1941 sous le nom de sous-marin n°158. Il est renommé I-80 le 1er novembre 1941. Il a été lancé le 7 février 1942 et renommé I-180 le 20 mai 1942. Il a été achevé et mis en service le 15 janvier 1943.

## Historique
Mis en service le 15 janvier 1943, le I-180 est rattaché au district naval de Sasebo et affecté au 22e division de sous-marins de l'escadron de sous-marins de Kure du contre-amiral, le marquis, Daigo Tadashige. Le capitaine de corvette (海軍少佐 (Kaigun-shōsa)) Kusaka Toshio est le 1er commandant du sous-marin.
Le 15 mars 1943, il est réaffecté  à la 22e division de sous-marins du 3e escadron de sous-marins avec les navires jumeaux (sister ships) I-177 et I-178.
Fin mars 1943, avec les I-177 et I-178, le I-180 quitta Truk pour patrouiller au large de la côte est de l'Australie. Là, il torpilla et coula le navire marchand australien Wollongbar le 29 avril 1943, le navire marchand norvégien Finga le 5 mai 1943, et endommagea les navires marchands australiens Ormiston et Caradale le 12 mai 1943.
À la mi-juillet 1943, le I-180 a été détourné de sa patrouille vers Kolombangara dans les îles Salomon, où il est arrivé au lendemain de la bataille et a sauvé 21 survivants du croiseur léger Jintsū.
Le 12 octobre 1943, les Alliés lancent une offensive aérienne contre Rabaul, avec 349 avions qui attaquent le port et les aérodromes. Au cours de l'attaque, le I-180 a subi un coup direct qui a détruit sa superstructure et l'a empêché de plonger. Il a fait surface et est retourné à Sasebo pour y être réparé et a été de nouveau opérationnel au début de l'année suivante.
Fin mars 1944, il a quitté Ominato pour patrouiller au large des îles Aléoutiennes. Le 19 avril, il a coulé le liberty ship SS John Straub, et le 22 avril, il a presque certainement coulé le cargo soviétique Pavlin Vinogradov.
Tard le 25 avril, il a été détecté alors qu'il faisait surface par le destroyer d'escorte USS Gilmore au sud-ouest de l'île Chirikof. Le sous-marin a rapidement plongé et, au cours des trois heures suivantes, le Gilmore a lancé trois barrages d'obus de mortier anti-sous-marin Mark 10 "Hedgehog" sans résultat, puis deux modèles de grenades sous-marines, avant de voir finalement une forte explosion sous-marine à 01h12 le 26 avril à la position géographique 55° 09′ 57″ N, 155° 40′ 00″ O.
Le 20 mai 1944, le I-180 a été présumé perdu, ainsi que tout son équipage, et le 10 juillet 1944, il a été retiré de la liste de la marine.